# ソフトウェア・テクニカルレビュー
ソフトウェア・テクニカルレビュー（英語: software technical review）はソフトウェア・ピアレビューの1種。ソフトウェア開発、システム開発においては単にレビューと呼ぶことも多い。
テクニカルレビューは、ソフトウェアインスペクションよりはカジュアルで、ウォークスルーよりはフォーマルである。
IEEE1028-97では以下のように定義されている。
テクニカルレビューは、特定のソフトウェアプロダクトを評価して、プロダクトがソフトウェアを利用しようとしている関係者の意図に合致しているかどうかを判断することを目的し、承認済の仕様や標準に対する不一致の識別を目標とする。
テクニカルレビューを実施した後は、ソフトウェアプロダクトが仕様と合致しているか、開発中に仕様が変更された場合にコントロールされているかを判定できるような証拠をマネジメントに対して提供しなければならない。
参加メンバー。
- 意思決定者(Decision Maker)
- レビューリーダ(Review Leader)
- 記録係(Recorder)
- 技術スタッフ(Technical staff)
- (Management staff)
- (Customer or user representatives)